# Vier Freunde und die Geisterhand
Vier Freunde und die Geisterhand (Originaltitel: Ghostwriter) ist eine US-amerikanische Kinder-Fantasyserie, die am 1. November 2019 Premiere auf Apple TV+ hatte. Eine zweite Staffel erschien am 9. Oktober 2020. Die dritte Staffel erschien am 21. Oktober 2022.

## Handlung
Ruben kämpft damit, sich in seiner neuen Mittelschule einzufügen, nachdem er mit seiner Mutter zu seinem Großvater, einem kürzlich verstorbenen Witwer, über dessen Buchladen gezogen ist. Ruben, seine Klassenkameraden Chevon und Curtis sowie Curtis’ jüngere Schwester Donna sind eines Tages in dem Laden, als sie einem Wesen begegnen, das sie später „Ghostwriter“ nennen. Der Ghostwriter kommuniziert mit schriftlichen Botschaften und indem er fiktive Figuren erscheinen lässt, die nur die vier Kinder wahrnehmen können. Während sie sich anfreunden und lernen, als Team zusammenzuarbeiten, schickt Ghostwriter ihnen Figuren aus Geschichten mit Themen, die für ihr Leben von Bedeutung sind.
| Staffel | Folge                                            | Handlung | Erscheinungsdatum | Länge      |
| ------- | ------------------------------------------------ | --- | ----------------- | ---------- |
| 1       | 1. Folge: Ein Geist aus dem Wunderland, Teil 1   | Vier Kinder müssen sich zusammentun, nachdem ein seltsamer Geist beginnt, ihnen Nachrichten zu hinterlassen, die nur sie sehen können. Die Dinge werden noch seltsamer, als ein sprechendes weißes Kaninchen in der Schule Amok zu laufen beginnt.                              | 01.11.2019        | 23 Minuten |
| 1       | 2. Folge: Ein Geist aus dem Wunderland, Teil 2   | Die Kinder versuchen, die freigelassenen Figuren aus dem Wunderland zu finden, da sie überzeugt sind, dass dies den Geist, der sie verfolgt, zufriedenstellen würde. | 01.11.2019        | 25 Minuten |
| 1       | 3. Folge: Besuch auf dem Dschungelbuch, Teil 1   | Nachdem der Geist auf der Schreibmaschine des Buchladens um Hilfe gebeten hat, finden die Kinder Mowgli und lernen, dass auch sie Tiere verstehen können, wenn er in der Nähe ist.                                                                                              | 01.11.2019        | 25 Minuten |
| 1       | 4. Folge: Besuch aus dem Dschungelbuch, Teil 2   | Mowgli ist weggelaufen, zusammen mit allen Hunden aus dem Tierheim. Ihn zu finden, ist die einzige Möglichkeit, ihn in das Buch zurückzubringen und gleichzeitig zu erfahren, welches Geheimnis der streunende Kater Spinozi über Rubens Großmutter kennt.                      | 01.11.2019        | 25 Minuten |
| 1       | 5. Folge: Der Geist aus Camarillo, Teil 1        | Ein seltsamer Cowboy namens Camarillo Kid hat sich in die Stadt verirrt und versteckt sich vor dem fiesen Cowboy Hitch. | 01.11.2019        | 24 Minuten |
| 1       | 6. Folge: Der Geist aus Camarillo, Teil 2        | Hitch folgt den Kindern, um Camarillo Kid zu finden, aber ist er wirklich der Bösewicht? Oder ist Camarillo Kid in Wirklichkeit gar nicht so nett? | 01.11.2019        | 23 Minuten |
| 1       | 7. Folge: Der Geist aus Camarillo, Teil 3        | Die Kinder entdecken, dass die Figuren aus einem Science-Fiction-Buch und nicht aus einem klassischen Western entkommen sind. Jetzt, da sie das Buch haben, müssen sie nur noch die Figuren aufspüren und herausfinden, welches Schloss zu dem geheimnisvollen Schlüssel passt. | 01.11.2019        | 22 Minuten |
| 1       | 8. Folge: Grandmas Geheimnis, Teil 1             | Ein junges Mädchen namens Raine wird dank ihrer Fähigkeit, „Funken“ zu sehen, d. h. verfestigte Erinnerungen an Menschen, aus ihrem eigenen Buch herausgezogen. Die Kinder nutzen ihre Kräfte, um herauszufinden, was Oma 1972 gemacht hat.                                     | 01.05.2020        | 26 Minuten |
| 1       | 9. Folge: Grandmas Geheimnis, Teil 2             | Ruben macht Fi ausfindig und stellt ihr Fragen über seine Großmutter. | 01.05.2020        | 23 Minuten |
| 1       | 10. Folge: Grandmas Geheimnis, Teil 3            | Bei dem Versuch, das Erbe zu finden, das Oma angeblich von Tante Sadie bekommen hat, geraten die Jungs in eine Glitzerfalle. | 01.05.2020        | 23 Minuten |
| 2       | 1. Folge: Der magische Pinsel, Teil 1            | Als Ghostwriter scheinbar Rubens Bilder zum Leben erweckt, denken die Kinder, es sei nur zum Spaß. Doch dann verschwindet Rubens Pinsel. | 09.10.2020        | 25 Minuten |
| 2       | 2. Folge: Der magische Pinsel, Teil 2            | Die Kinder müssen den verschwundenen Pinsel finden, bevor Rubens lebendige Bilder Chaos anrichten - besonders der Drache. | 09.10.2020        | 26 Minuten |
| 2       | 3. Folge: Das Geister-Taxi, Teil 1               | Ein Taxifahrer aus den 50ern wird aus einem Gedicht befreit. Aber die Geschichte dahinter ist anders, als die Spionageausrüstung in seinem Taxi vermuten lässt. | 09.10.2020        | 22 Minuten |
| 2       | 4. Folge: Das Geister-Taxi, Teil 2               | Die Kinder wollen herausfinden, ob der Taxifahrer Teil des größeren Geheimnisses ist, und ob die Orte aus dem Gedicht einen tiefere Bedeutung haben. | 09.10.2020        | 24 Minuten |
| 2       | 5. Folge: Shirl & Watson - Geisterkrimi, Teil 1  | Um bei der Lösung des Geheimnisses zu helfen, wartet Ghostwriter mit einer besonderen Romanfigur auf: Sherlock Holmes. Allerdings nicht mit dem allseits bekannten. | 09.10.2020        | 24 Minuten |
| 2       | 6. Folge: Shirl & Watson - Geisterkrimi, Teil 2  | Als Watson verschwindet, werden Sherlock und die Kinder zu einem Lagerraum mit einer Schreibmaschine und Hinweisen geführt, die auf ein geheimes Manuskript hinweisen. | 09.10.2020        | 22 Minuten |
| 2       | 7. Folge: Shirl & Watson - Geisterkrimi, Teil 3  | Die Kinder versuchen, das illustrierte Lichtperlen-Haus zu finden und hoffen, das verschwundene Manuskript ist dort. | 09.10.2020        | 23 Minuten |
| 2       | 8. Folge: Schiffbrüchige der Zeit – Teil 1       | Die Kids sind immer noch auf der Jagd nach dem verschwundenen Manuskript. Ghostwriter kommt zu Hilfe angesegelt – mit einem höchst eigenartigen Schiff. | 07.05.2021        | 22 Minuten |
| 2       | 9. Folge: Schiffbrüchige der Zeit – Teil 2       | Ruben ist in der Zeit verloren. Um ihn zurückzuholen, müssen Chevon, Curtis und Donna entscheiden, ob das Piratenleben für sie taugt. | 07.05.2021        | 24 Minuten |
| 2       | 10. Folge: Schiffbrüchige der Zeit – Teil 3      | Im Wettlauf mit der Zeit suchen die Kinder nach dem verschwundenen Manuskript, bevor Captain Vincent es in die Hände bekommen kann. | 07.05.2021        | 24 Minuten |
| 2       | 11. Folge: Shirl & Watson - Geisterkrimi, Teil 3 | Um ein Rätsel zu lösen, in das der berühmte Privatdetektiv Owen Quinn verstrickt ist, müssen die Kinder in das Buch hineingehen und zu dessen Figuren werden. | 07.05.2021        | 27 Minuten |
| 2       | 12. Folge: Shirl & Watson - Geisterkrimi, Teil 3 | Ein aus einer Ausstellung gestohlenes Kunstobjekt namens „Die Kobaltmaske“ wird in Quinns Büro gefunden. Die Kids haben Zweifel an seiner Unschuld. | 07.05.2021        | 26 Minuten |
| 2       | 13. Folge: Shirl & Watson - Geisterkrimi, Teil 3 | Die Kids haben einen Plan zur Rettung des Buchladens, der aber beinhaltet, Mason Briggs letztes Manuskript zu beenden, was nicht leicht sein wird. | 07.05.2021        | 29 Minuten |
| 3       | 1. Folge: Besuch aus Oz                          | Die neuen Freunde Nia, Samir und Charli begegnen einem Trio von aus dem Zauberer von Oz inspirierten Figuren und machen sich auf eine kuriose Reise. | 21.10.2022        | 27 Minuten |
| 3       | 2. Folge: Die Waage der Gerechtigkeit            | Oliver regt eine Suche nach Antworten auf dem ganzen Campus an. Nia kämpft gegen die Anschuldigungen einer Fremden an. | 21.10.2022        | 23 Minuten |
| 3       | 3. Folge: Mut, Herz, Verstand                    | Als Samir versucht, mit den Figuren in Verbindung zu treten, sorgt en Widersacher für Ärger. Weitere Einzelheiten aus Olivers Vergangenheit kommen ans Licht. | 21.10.2022        | 24 Minuten |
| 3       | 4. Folge: Leo El Magnifico                       | Nia, Samir und Charli begegnen einem jungen Zauberer un erfahren etwas über das Verschwinden des Beredeten Bauers. | 21.10.2022        | 29 Minuten |
| 3       | 5. Folge: Der Sarkophag                          | Während Charli eine wichtige Vorstellung vorbereitet, suchen die Freunde nach Hinweisen von Oliver. Samirs Vater öffnet sich hinsichtlich seiner Familiengeschichte. | 21.10.2022        | 27 Minuten |
| 3       | 6. Folge: Die Maus und das Motorrad              | Oliver setzt eine winzige, aber wichtige Figur frei, um den Freunden bei der Erkundung eines geheimen Tunnels zu helfen. Nia begegnet einem Mentor und erarbeitet einen Plan für einen Wandel.                                                                                  | 21.10.2022        | 29 Minuten |
| 3       | 7. Folge: Old Chauncy                            | Dank Ralph erfahren die Freunde mehr über den Dieb des Beredeten Bauers. Nia startet eine Bewegung - und stellt sich einer bekannten Herausforderung. | 21.10.2022        | 27 Minuten |
| 3       | 8. Folge: Rainbow                                | Zu den Ermittlungen der Clique gegen Alex Thompson gesellt sich ein schillernder Gestaltwandler mit einer Reihe von Undercover-Aktionen. | 21.10.2022        | 30 Minuten |
| 3       | 9. Folge: Verwandlungen                          | Entschlossen Beweise zu finden, kommt Detective Donovan in Nias Zuhause. Als die Spannung steigt, ringt Rainbow mit sich, um bei Kräften zu bleiben. | 21.10.2022        | 24 Minuten |
| 3       | 10. Folge: Das Geisternetz                       | Samir verbringt Zeit mit Olivers Neffen. Nia stürzt sich in die Seiten eines klassischen Romans. Charli wird einer neugierigen Freundin gegenüber argwöhnisch. | 21.10.2022        | 26 Minuten |
| 3       | 11. Folge: Freundschaften                        | Nia und Charlotte arbeiten eifrig, um Wilbur zu helfen. Samir und Charli sammeln wichtige Beweise. Im Village Books findet eine Gedenkfeier für Oliver statt. | 21.10.2022        | 27 Minuten |
| 3       | 12. Folge: Ausgetrickst                          | Um ihren Verdächtigen zu schlagen, versuchen die Freunde jemanden aus dem engsten Kreis auf ihre Seite zu ziehen. Oliver setzt eine weitere Figur frei. | 21.10.2022        | 25 Minuten |
| 3       | 13. Folge: Khun Anup                             | Staffelfinale: Nia, Charli und Samir versuchen, ihren Verdächtigen mit seinen eigenen Waffen zu schlagen - unterstützt von neuen Verbündeten und einer entscheidenden Persönlichkeit.                                                                                           | 21.10.2022        | 31 Minuten |